# Власово (Поддорський район)
Власово (рос. Власово) — присілок в Поддорському районі Новгородської області Російської Федерації.
Населення становить 0 осіб. Входить до складу муніципального утворення Поддорське сільське поселення.

## Історія
Від 2004 року входить до складу муніципального утворення Поддорське сільське поселення

## Населення
| 2010 |
| ---- |
| 0    |